# Stanisław z Wrzącej Sokołowski (zm. 1752)
Stanisław z Wrzącej Sokołowski herbu Pomian (zm. 8 września 1752 roku) – kasztelan brzeskokujawski w 1752 roku, podkomorzy inowrocławski w latach 1738–1752, chorąży inowrocławski w latach 1736–1738, chorąży kruszwicki w latach 1731–1736, stolnik bydgoski w latach 1727–1731, sędzia grodzki brzeskokujawski, marszałek sądów kapturowych województwa brzeskokujawskiego w 1733 roku.

## Życiorys
Poseł województw brzeskokujawskiego i inowrocławskiego na sejm nadzwyczajny 1733 roku. Jako deputat i poseł województwa brzeskokujawskiego na sejm elekcyjny podpisał pacta conventa Stanisława Leszczyńskiego w 1733 roku.
Poseł na sejm 1748 roku z województwa brzeskokujawskiego. Poseł na sejm 1752 roku z województwa inowrocławskiego.